# Cyrtolabulus grossepunctatus
Cyrtolabulus grossepunctatus är en stekelart som först beskrevs av Kirby 1900.  Cyrtolabulus grossepunctatus ingår i släktet Cyrtolabulus och familjen Eumenidae. Inga underarter finns listade i Catalogue of Life.